# Aaby Sogn (Aarhus Kommune)
 For alternative betydninger, se Aaby Sogn. (Se også artikler, som begynder med Aaby Sogn)
Aaby Sogn er et sogn i Århus Vestre Provsti (Århus Stift).
I 1800-tallet var Aaby Sogn anneks til Vor Frue Sogn i Aarhus købstad. Aaby Sogn hørte til Hasle Herred i Aarhus Amt. Aaby var en selvstændig sognekommune, som ved kommunalreformen i 1970 blev indlemmet i Aarhus Kommune.

## Geografi
Aaby Sogn ligger 4 km vest for Aarhus bys centrum og rummer to af byens bydele: Åby og Åbyhøj. Sognet grænser til Brabrand, Hasle, Midtbyen og Viby.
Den ældste bydel Åby ligger i den sydlige del af sognet og har navn efter Aarhus Å, som løber gennem Brabrand Sø. Søens østlige ende ligger i sognet. Adgangen til naturområdet begrænses noget af at jernbanen Aarhus-Randers afgrænser bydelen mod syd. Et industrikvarter omkring Viby Ringvej mellem jernbanen og åen har ikke noget officielt bydelsnavn.

## Kirker
Aaby Sogn har 2 kirker. I Åby findes Gammel Åby Kirke, der blev nyopført i 1872 af granitkvadre fra den oprindelige Middelalderkirke, som ikke kunne restaureres. I den nyere bydel Åbyhøj findes Åbyhøj Kirke fra 1945.

## Historie
Åby var bebygget i tiden før 800. Det er den ældste havn i Aarhus-dalen, men da fjordindløbet sandede til, blev havnen lagt ved åens udmunding i Aarhus Bugt. Åby omtales første gang i biskop Skjalm Vognsens gavebrev. Han arvede gods i Aaby efter sin bror, og skænkede dette omkring 1210 til Aarhus Domkapitel. Bønderne i Middelalderens Aaby var derfor fæstere under aarhusbispen. En del af deres landgilde var en årlig leverance af laks fanget i den dengang meget rene Aarhus Å.
Et gyldent krucifiks fra den gamle Aaby Kirke er fra ca. 1050 og er Danmarks ældste. Det befinder sig nu på Nationalmuseet, men kopier findes i Gammel Åby Kirke og i Sct. Nicolaj Kryptkirke under Vor Frue Kirke i Aarhus.
Bydelen Åbyhøj strækker sig op over ådalens nordlige skråning og ligger op til 60 meter højere end Åby. Åbyhøj opstod i 1870'erne og 1880'erne på begge sider af landevejen Aarhus-Silkeborg, som blev anlagt i 1854. I begyndelsen kaldte man stedet for "Valby" ligesom bydelen i København, men i 1902 vedtog sognerådet, at det skulle hedde "Åbyhøj" .
I det 20. århundrede havde sognet jernstøberi, værktøjsfabrik, møbelfabrik, konvolutfabrik, rammefabrik og ikke mindst Frichs fabrikker siden 1912. Der var biograf og folkebibliotek og sognet havde eget gasværk og renseværk. I årene under og efter 2. verdenskrig tjente et stort område ved åen som kuldepot for DSB ("kulgården").
I dag bruges kvarteret mest til beboelse, transportvirksomhed og handel. Der findes dog også helt moderne IT-virksomheder, som er samlet i og omkring "Frichsparken", de tidligere Frichs fabrikker. I sognet findes to folkeskoler, Åby Skole og Gammelgårdsskolen.
- Kajaksejlads på Aarhus Å ved Åby. Her var der anlagt havn i Vikingetiden før fjorden blev til Brabrand Sø med udløb via den å vi kender i dag.
- Åby-krucifikset er et eksempel på opfattelsen af Kristus i den tidlige, romanske periode. Kopien i Vor Frue Kirke, Aarhus.
- Udsigt fra Gammel Aaby Kirke mod nord. Åbyhøj Kirke ses ved horisonten til højre.